# Židovský hřbitov v Žatci
Židovský hřbitov v Žatci se nachází v jihovýchodní části města Žatec, ve východní části městského hřbitova při Pražské ulici. Založen byl roku 1869 a rozkládá se na celkové ploše 3200 m². Během druhé světové války byl hřbitov poničen a později zde bylo skladiště vojenské techniky. Do dnešní doby se dochovaly pouze čtyři náhrobky. Zbylá část hřbitova slouží jako zahrada. V areálu se nachází symbolický památník obětem holocaustu. Při vstupní bráně se nachází dvě budovy, z nichž jedna byla obřadní síň a druhá domek hrobníka. Zatímco u obřadní síně se interiér i exteriér dochoval v původní podobě, domek hrobníka byl přestavěn k obytným účelům. Hebrejský nápis na vstupní bráně nechal v roce 2018 obnovit Spolek na obnovu židovských památek. Hřbitov je přístupný po telefonické dohodě.

## Galerie

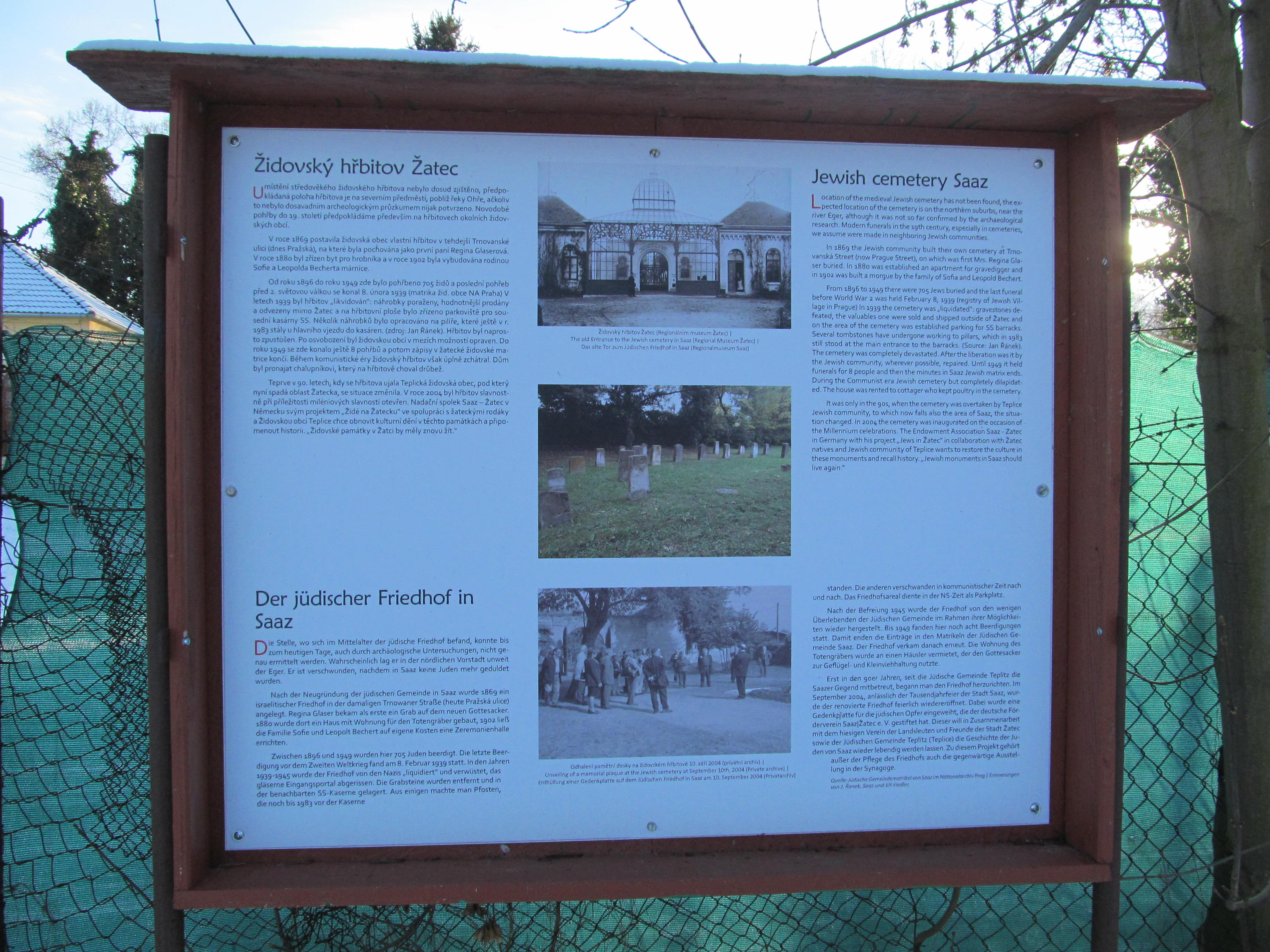
Informační tabule před hřbitovem
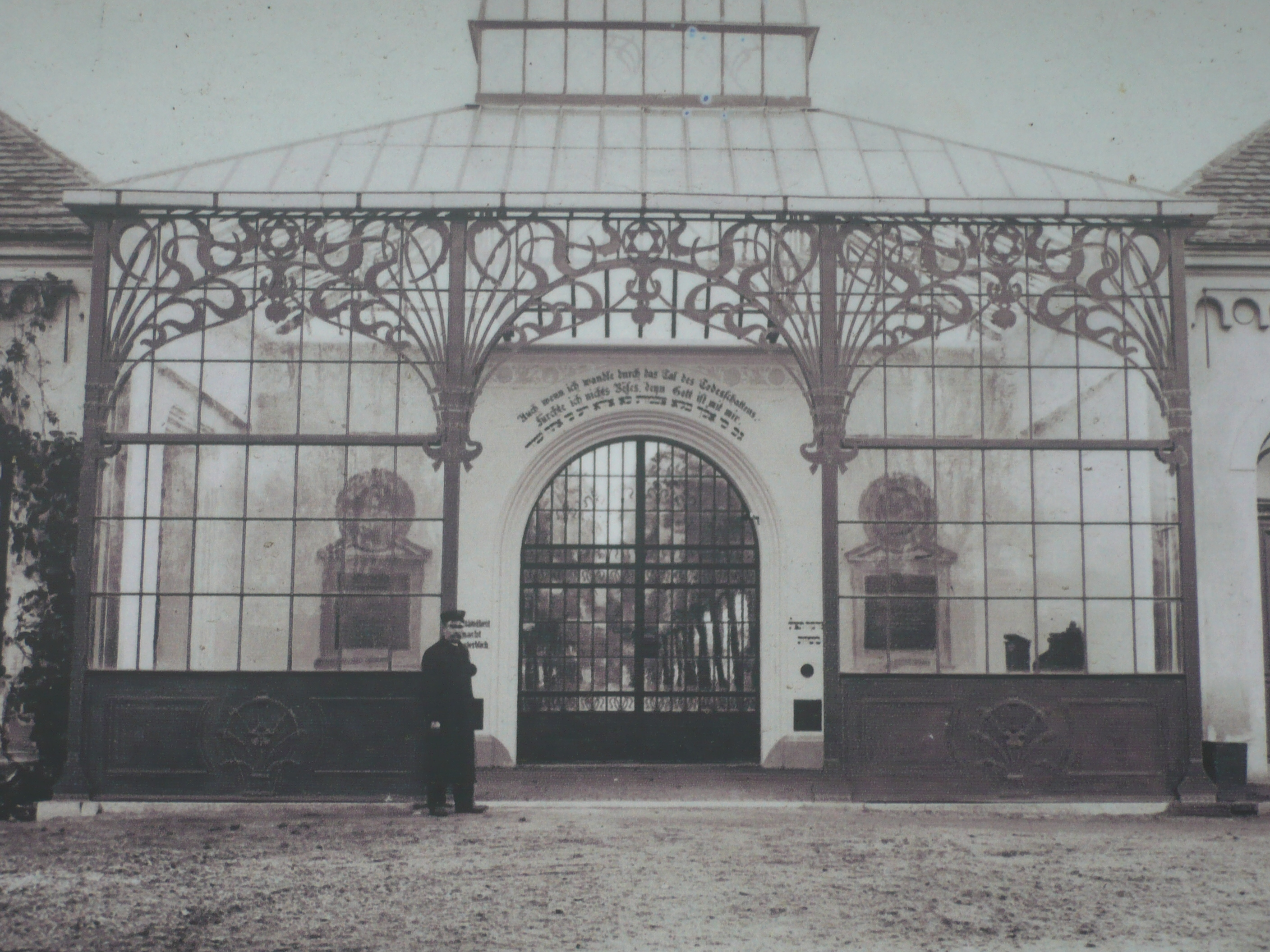
Historická fotografie vstupní brány
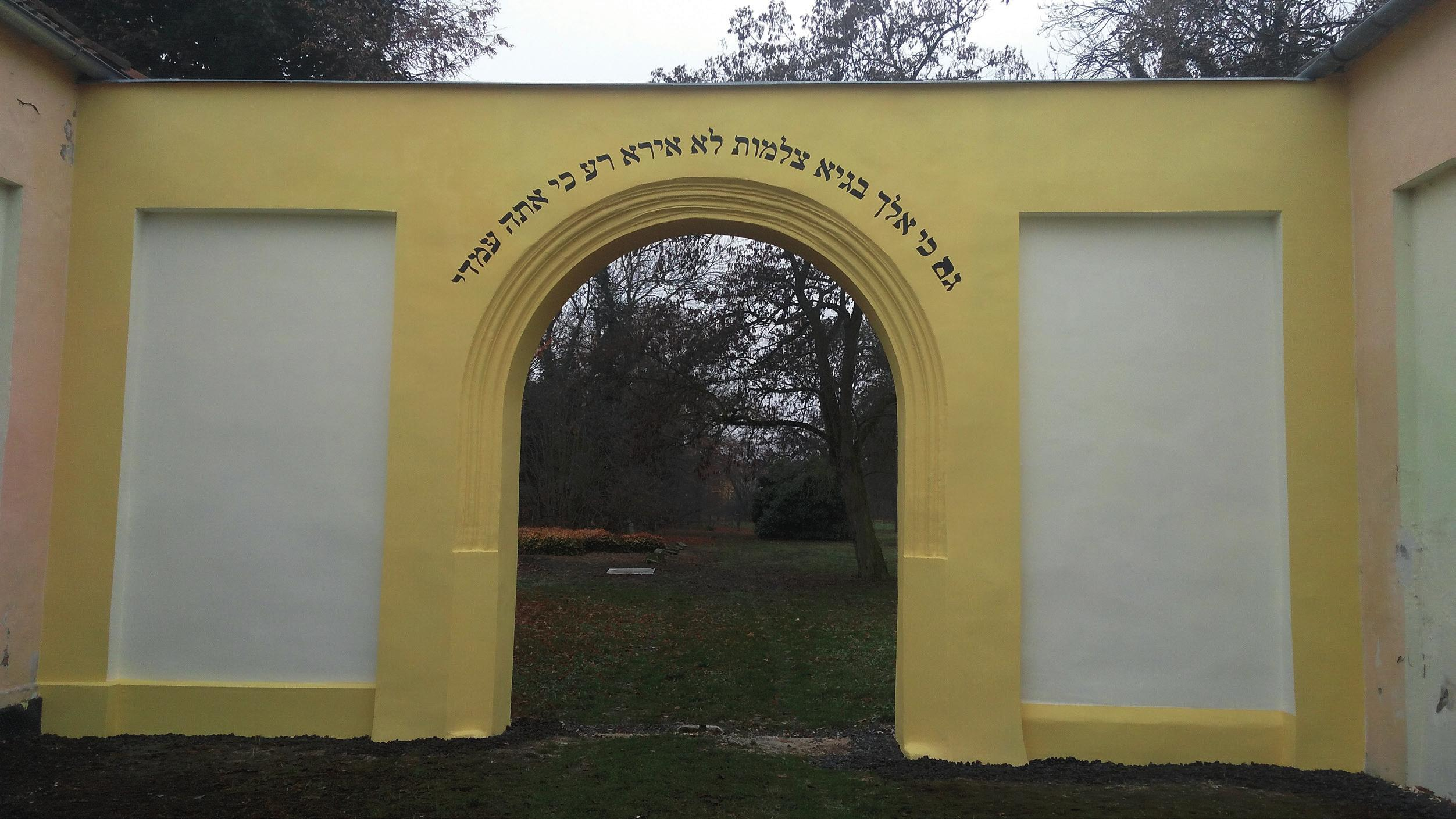
Nově opravená vstupní brána